# 木下鈴花
木下 鈴花（きのした りんか、2000年11月21日 - ）は、日本の女子アマチュアボクシング選手である。鳥取県米子市出身。日本体育大学卒業。クリエイティブサポート所属。

## 来歴
鳥取県米子市で生まれ、中学2年の時、幼馴染の入江聖奈に誘われ、シュガーナックルボクシングジムでボクシングを始め、ジムの会長である伊田武志に指導を受けた。
米子南高校進学後、2年生の時に全日本選手権ジュニアの部フライ級と全国高校選抜で優勝し、3年次には全日本選手権シニアの部で3位入賞。この年のアマ新鋭賞を受賞。
2019年、日本体育大学に進学し入江と同級生になる。全日本選手権で敗退し2020年東京オリンピックを逃した。
2021年の全日本選手権では東京五輪銅メダリストの並木月海に判定で敗れ準優勝。
2022年1月のアジアU-22選手権ではフライ級で銀メダル獲得。5月の世界選手権に初出場を果たし、フライ級（52kg）で1回戦を突破するも2回戦でカザフスタンの選手に敗退。10月の国体で優勝。11月のアジア選手権では決勝でインドの選手を降し日本女子初のアジア選手権優勝を果たした。大会後に一度は大学卒業とともに引退を決めていたボクシングを卒業後も続けることを表明した。
2023年1月15日に行われた世界選手権日本代表選考会で全日本選手権優勝の岸本有彩に勝利し、世界選手権出場を決めた。2月26日に行われたパリオリンピック大陸予選を兼ねるアジア競技大会の54kg級代表決定戦（ボックスオフ）で堀内美沙紀に勝利し、アジア競技大会出場を決めた。3月にインド・ニューデリーで開催された世界選手権にフライ級（52kg）で出場し、準決勝でイタリアの選手に敗れ銅メダルを獲得した。
2023年9月30日、2024年パリオリンピック大陸予選を兼ねたアジア競技大会に54kg級で出場するが、準々決勝でウズベキスタンの選手に敗れオリンピック出場権を獲得できなかった。
2024年3月12日、パリ五輪世界1次予選の50kg級に出場したが、準々決勝でウズベキスタンの選手に敗れ、今大会での五輪出場権獲得を逃した。
2024年6月2日、パリ五輪世界最終予選の50kg級に出場したが、3回戦でブルガリアの選手に敗れ五輪出場権を獲得できなかったため、五輪出場が消滅した。